# Penisola Kvinge
La penisola Kvinge è una penisola dalla forma vagamente triangolare lunga circa 28 km e larga altrettanto, situata sulla costa orientale della Terra di Palmer, in Antartide. Completamente ricoperta dai ghiacci, la penisola si trova in particolare sulla costa di Black, dove si estende nel mare di Weddell separando l'insenatura di Palmer, a sud, da un canale del mare di Weddell che separa la penisola stessa dall'isola Steele, a ovest, e dove vede le sue coste completamente occupate dai ghiacci della regione meridionale della piattaforma glaciale Larsen D, eccezion fatta per la costa nordoccidentale, a fianco a cui scorre il ghiacciaio Gain, separandola dalla penisola Imshaug, e per una porzione della costa meridionale, lungo cui scorre il ghiacciaio Kauffman, che la separa invece dalla penisola Foster.

## Storia
La penisola Kvinge fu scoperta da alcuni membri del Programma Antartico degli Stati Uniti d'America (USARP) di stanza alla base Est che nel 1940 esplorarono questa costa sia via terra che con ricognizioni aeree e fu completamente cartografata nel 1974 dallo United States Geological Survey sulla base di ulteriori ricognizioni effettuate dalla marina militare statunitense negli anni 1960. In seguito, essa fu così battezzata dal comitato consultivo dei nomi antartici in onore dell'oceanografo norvegese Thor Kvinge, che prese parte alle spedizioni internazionali di ricerca oceanografica intraprese nel mare di Weddell negli anni 1968, 1969 e 1970.